# Front Islàmic de Jammu i Caixmir
Front Islàmic de Jammu i Caixmir (Jammu and Kashmir Islamic Front, JKIF) fou un grup guerriller musulmà de Caixmir format amb ajut pakistanès el 1994, amb el sector islamista de combatents del Front d'Alliberament de Jammu i Caixmir (Jammu and Kashmir Liberation Front, JKLF).
Va quedar desorganitzat el 2002 i no va aconseguir reorganitzar-se degut a la llei índia que permet detencions de sospitosos (2001 Prevention of Terrorism Ordinance).